# 星野光代
星野 光代（ほしの みつよ、本名同じ、1967年9月8日  - ）は、日本の女優。旧芸名、星野 すみれ。埼玉県出身。

## 出演

### テレビドラマ
- 刑事貴族（1990年 - 1991年、NTV / 東宝） - 渡辺早苗 役
- 刑事貴族2（1991年 - 1992年、NTV / 東宝） - 渡辺早苗 役
- 世にも不思議な物語（NTV）
- 天までとどけ（TBS）
- ウルトラマンティガ 第4話「サ・ヨ・ナ・ラ地球」（1996年9月28日、MBS） - 田坂飛行士の妻 役
- 徳川慶喜（1998年、NHK） - 和宮付き女官 役
- 幸せづくり 第6話（1999年、東海テレビ） - 小野寺美雪 役
- Tears 第22話（ANB）
- 女同士（1999年、東海テレビ） - 新庄さおり 役
- 火曜サスペンス「かくれんぼ」 - 主婦 役
- はみだし刑事情熱系VI（ANB）
- First Love 第7、8話（2002年、TBS） - 寿司屋店員 役
- 愛なんていらねえよ、夏 第7話（2002年、TBS） - 結婚式場係員 役
- はぐれ刑事純情派（テレビ朝日 / 東映）
  - 第15シリーズ 第25話「包丁を抱く女！安浦家に大事件が!?」（2002年9月25日） - 公園の母親 役
  - 第16シリーズ 第14話「1億円の悪女」（2003年7月9日） - ブティック店員 役
- 美少女日記III（湘南瓦屋根物語）（TX） - レギュラー・鈴木カズ子 役
- 仮面ライダー龍騎 第39 - 42話（ANB） - 香川典子 役
- 相棒（テレビ朝日 / 東映）
  - season 2 - 野崎秋代 役
  - season 9 - 樋村小百合 役
- 火曜サスペンス劇場「街の医者・神山治郎6」（2004年） - 川村店長 役
- 富豪刑事 第4話（ANB） - 高森歌子 役
- 女と愛とミステリー「捜査検事・近松茂道4」（2004年8月1日）（TX）
- 死化粧師 第6・11・12話（TX） - 心十郎の母・滝本なぎさ 役
- 死ぬんじゃない（CX） - 五十嵐泰子 役
- 臨場 第5話（ANB） - 藤瀬奈緒子 役
- つばさ（NHK） - 母親役
- 京都地検の女 第6シリーズ 第5話（2010年11月11日、テレビ朝日系） - 松尾澄恵 役
- 鈴木先生（2011年、TX） - レギュラー・出水正の母親 役
- 水曜ミステリー9「特命おばさん検事! 花村絢乃の事件ファイル3」（2014年） - 川崎陽子 役
- 土曜ワイド劇場「検事・朝日奈耀子16」（2015年） - 夏目啓子 役

### 映画
- シンデレラエクスプレス
- まあだだよ
- 恋は舞い降りた。
- おくりびと (2008年） - 小林和子 役

### CM
- 穴吹工務店
- NTTドコモ「らくらくホン」
- ファミリーマート
- 日本自転車振興会「KEIRIN'05」
- キリン「のどごし生」
- 明星「チャルメラ」
- 集英社「別冊マーガレット」
- ニチイ学館「まなびネット」
- KFC
- 第一三共ヘルスケア
- ダンロップ「タイヤセレクト」
- JAバンク
- 大王製紙
- サントリーダイエット飲料

他多数

### レポーター
- JAS機内ビデオ
- 市立函館博物館